# Jung Ye-rin
Đây là một tên người Triều Tiên, họ là Jung.
Jung Ye-rin (tiếng Hàn: 정예린; sinh ngày 19 tháng 8 năm 1996), thường được biết đến với nghệ danh Yerin (tiếng Triều Tiên: 예린), là một nữ ca sĩ và diễn viên người Hàn Quốc. Cô là thành viên của nhóm nhạc nữ GFriend.

## Tiểu sử
Yerin sinh ngày 19 tháng 8 năm 1996 tại Seoul, Hàn Quốc và lớn lên tại Incheon. Cô là con út trong một gia đình có 2 anh em. Cô theo học Trường Trung học Biểu diễn Nghệ thuật Seoul và tốt nghiệp vào ngày 14 tháng 2 năm 2015.

## Sự nghiệp

### 2015–2021: Ra mắt với GFriend
Tháng 1 năm 2015, Yerin chính thức ra mắt với tư cách là thành viên của GFriend với mini album đầu tay Season of Glass. Cô bắt đầu sự nghiệp diễn xuất của mình vào 2 tháng sau đó với một vai phụ trong bộ phim chiếu mạng Midnight's Girl. Ngày 13 tháng 4 năm 2015, cô xuất hiện trong video âm nhạc "I Wish" của M&D.
Tháng 1 năm 2016, Yerin được chọn làm MC mới cho chương trình âm nhạc The Show của SBS MTV, cùng với Zhou Mi. Ngày 17 tháng 10, cô hợp tác với El Camino trong bài hát "Future Boyfriend".
Năm 2017, Yerin hợp tác với Cao Lu và Kisum trong đĩa đơn "Spring Again". Cuối năm, cô tham gia chương trình thực tế Law of the Jungle của SBS, được ghi hình ở Komodo.

### 2021–nay: Hoạt động solo
Tháng 6 năm 2021, Yerin ký hợp đồng với Sublime Artist Agency, cô chính thức ra mắt với tư cách là một nghệ sĩ solo và nữ diễn viên.
Yerin ra mắt với tư cách là nghệ sĩ solo vào ngày 18 tháng 5 năm 2022 với mini album đầu tay Aria và bài hát chủ đề cùng tên.

## Danh sách đĩa nhạc

### Mini album
| Tên              | Chi tiết album                                                                                                 | Vị trí cao nhất | Doanh số |
| Tên              | Chi tiết album                                                                                                 | KOR             | Doanh số |
| ---------------- | --- | --------------- | -------- |
| Aria             | - Phát hành: 18 tháng 5, 2022 - Hãng đĩa: Sublime - Định dạng: CD, tải kỹ thuật số, phát trực tuyến            | 8               | TBA      |
| Ready, Set, LOVE | - Phát hành: 23 tháng 8, 2023 - Hãng đĩa: Bill Entertainment - Định dạng: CD, tải kỹ thuật số, phát trực tuyến | 12              |          |

### Đĩa đơn
| Tên                                                                                                 | Năm               | Vị trí cao nhất   | Doanh số          | Album                        |
| Tên                                                                                                 | Năm               | KOR               | Doanh số          | Album                        |
| Như nghệ sĩ chính                                                                                   | Như nghệ sĩ chính | Như nghệ sĩ chính | Như nghệ sĩ chính | Như nghệ sĩ chính            |
| --------------------------------------------------------------------------------------------------- | ----------------- | ----------------- | ----------------- | ---------------------------- |
| "Aria"                                                                                              | 2022              | —                 | —                 | Aria                         |
| Hợp tác                                                                                             |                   |                   |                   |                              |
| "Spring Again" (왜 또 봄이야) (với Cao Lu và Kisum)                                                 | 2017              | 37                | - KOR: 82,419+    | Đĩa đơn không có trong album |
| "Colors" (với Youngjae)                                                                             | 2022              | —                 | —                 | Đĩa đơn không có trong album |
| Như nghệ sĩ góp giọng                                                                               |                   |                   |                   |                              |
| "Future Boyfriend" (미남) (El Camino hợp tác với Yerin)                                             | 2016              | —                 | —                 | Đĩa đơn không có trong album |
| "Sorry for Loving You" (Gree hợp tác với Yerin)                                                     | 2021              | —                 | —                 | Đĩa đơn không có trong album |
| "—" biểu thị cho bản phát hành không có trong bảng xếp hạng hoặc không được phát hành ở khu vực đó. |                   |                   |                   |                              |

### Bài hát được xếp hạng khác
| Tên           | Năm  | Vị trí cao nhất | Album |
| Tên           | Năm  | KOR             | Album |
| ------------- | ---- | --------------- | ----- |
| "Believer"    | 2022 | 134             | Aria  |
| "Lalala"      | 2022 | 146             | Aria  |
| "Time" (시간) | 2022 | 145             | Aria  |

### Sáng tác
Tất cả các thông tin của bài hát đều được trích từ cơ sở dữ liệu của Hiệp hội Bản quyền Âm nhạc Hàn Quốc
| Tên            | Năm  | Album              | Nghệ sĩ | Soạn nhạc | Sáng tác | Biên khúc |
| -------------- | ---- | ------------------ | ------- | --------- | -------- | --------- |
| "Hope"         | 2019 | Fever Season       | GFriend | No        | Yes      | No        |
| "Secret Diary" | 2020 | 回:Walpurgis Night | GFriend | Yes       | Yes      | Yes       |

## Danh sách phim

### Phim truyền hình trực tuyến
| Năm  | Tên                       | Kênh         | Vai        | Ghi chú   | Nguồn         |
| ---- | ------------------------- | ------------ | ---------- | --------- | ------------- |
| 2015 | Midnight's Girl           | Naver        | Ye Eun     | Vai phụ   | [ 18 ]        |
| 2022 | The Witch Store Reopen    | Rakuten Viki | Lee Hae-na | Vai chính | [ 19 ] [ 20 ] |
| 2023 | Sea Village Cloud Pension | TBA          | Gu Ru-mi   |           | [ 21 ]        |

### Chương trình truyền hình
| Năm  | Tên                    | Vai                    | Nguồn  |
| ---- | ---------------------- | ---------------------- | ------ |
| 2015 | Her Secret Weapon      | Thành viên cố định     | [ 22 ] |
| 2016 | The Show               | Người dẫn chương trình | [ 6 ]  |
| 2019 | Yerin's Ni-Yam Ni-Yam  | Người dẫn chương trình | [ 23 ] |
| 2021 | Beauty Time 3          | Thành viên cố định     | [ 24 ] |
| 2022 | Catch Job              | Người dẫn chương trình | [ 25 ] |
| 2022 | Boss Pet               | Thành viên cố định     | [ 26 ] |
| 2022 | Rebirth Track Season 2 | Người dẫn chương trình | [ 27 ] |
| 2022 | Sing in The Green      | Thành viên cố định     | [ 28 ] |
| 2022 | Sing Forest Season 2   | Thành viên cố định     | [ 29 ] |
| 2022 | RE:VERSE               | CHADODO                | [ 30 ] |

### Chương trình phát thanh
| Năm  | Tên             | Kênh   | Vai | Nguồn  |
| ---- | --------------- | ------ | --- | ------ |
| 2021 | On Air Spin-off | V Live | DJ  | [ 31 ] |

### Video âm nhạc
| Năm  | Tên    | Nguồn  |
| ---- | ------ | ------ |
| 2022 | "Aria" | [ 32 ] |